# Nabil Ajram
 (février 2025).
Si vous disposez d'ouvrages ou d'articles de référence ou si vous connaissez des sites web de qualité traitant du thème abordé ici, merci de compléter l'article en donnant les références utiles à sa vérifiabilité et en les liant à la section « Notes et références ».
Nabil Ajram (en arabe نبيل عجرم) est un chanteur et compositeur libanais né le 26 avril 1985 à New Sheileh au Liban. Ses parents sont Nabil et Raymonda. Il est le cadet de sa famille et a deux sœurs, Nadine et la chanteuse Nancy Ajram.

## Biographie
Depuis son plus jeune âge, Nabil Ajram joue de l'orgue. Il prit des cours particuliers de musique avec de célèbres compositeurs comme Shaker El Mouji et prend toujours des cours avec Fouad Awad. Il a aussi étudié la musique à l'université de Holy Spirit Kaslik (USEK).
Après ses 18 ans, Nabil Ajram présente son premier clip vidéo à la télé et a offert plusieurs célèbres singles comme Bayaa El Wafa, Errhamou Atfalna, etc.
En 2007, Nabil Ajram gagne les Lions Club Victory[Quoi ?] pour l'artiste le plus prometteur.
Nabil Ajram a publié plus tôt, en 2009, son nouvel album Hikaytek Eh? avec un clip vidéo qui impressionna beaucoup. L'album s'est vendu rapidement et connu un grand succès au Liban et dans plusieurs autres pays arabes.
Il se marie en 2021.